# تورکنفلد
تورکنفلد (به آلمانی: Türkenfeld) یک شهر در آلمان است که در بایرن واقع شده‌است.

## خصوصیات
تورکنفلد ۱۵٫۹۵ کیلومترمربع مساحت دارد ۵۹۹ متر بالاتر از سطح دریا واقع شده‌است.